# Гольцова
Гольцова (пол. Golcowa) — село на Закерзонні, у гміні Домарадз, Березівського повіту Підкарпатського воєводства, в південно-східній частині Польщі. Населення — 2145 осіб (2011).

## Розташування
Розташоване приблизно за 17 км на північний схід від повітового центру Березова і за 32 км на південний схід від воєводського центру Ряшева. 

## Історія
Вперше згадується в 1448 р.
Село знаходиться на заході Надсяння, де внаслідок примусового закриття церков у 1593 р. українське населення зазнало латинізації та полонізації. У 1881 р. в селі було 2544 жителі. На 1936 р. рештки українського населення належали до греко-католицької парафії Глідно Динівського деканату Апостольської адміністрації Лемківщини. Село належало до Березівського повіту Львівського воєводства.
У 1975-1998 роках село належало до Кросненського воєводства.

## Демографія
Демографічна структура станом на 31 березня 2011 року:
|          | Загалом | Допрацездатний вік | Працездатний вік | Постпрацездатний вік |
| -------- | ------- | ------------------ | ---------------- | -------------------- |
| Чоловіки | 1089    | 263                | 703              | 123                  |
| Жінки    | 1056    | 250                | 579              | 227                  |
| Разом    | 2145    | 513                | 1282             | 350                  |